# 115 Dywizja Strzelecka (ZSRR)
115 Dywizja Strzelecka (ros. 115-я стрелковая дивизия) – związek taktyczny piechoty Armii Czerwionej.

## Formowanie i walki
Sformowana 7 września 1939 na bazie 2 pułku strzeleckiego 1 Moskiewskiej Dywizji Proletariackiej. Wzięła udział w kampanii polskiej w składzie 10 Korpusu Strzeleckiego. 
Od 22 czerwca 1941 roku prowadziła walki obronne związane z atakiem III Rzeszy na Związek Radziecki, wchodząc w tym czasie w skład 19 Korpusu Piechoty.

## Dowódcy dywizji
- płk Michaił Romanow (był w 1939)[3]
- gen. mjr Wasilij Końkow[2]

## Struktura organizacyjna
- 292 pułk strzelecki (od 15.05.1942)
- 708 pułk strzelecki (do 11.09.1941)
- 576 pułk strzelecki
- 638 pułk strzelecki
- 313 pułk artylerii lekkiej